# Whatton-in-the-Vale
Whatton-in-the-Vale – wieś i civil parish w Anglii, w hrabstwie Nottinghamshire, w dystrykcie Rushcliffe. Leży 17 km na wschód od miasta Nottingham i 169 km na północ od Londynu. W 2011 civil parish liczyła 843 mieszkańców. Whatton jest wspomniana w Domesday Book (1086) jako Watone.